# Christer Löwdahl
Christer Löwdahl, född 28 februari 1958, är en svensk före detta professionell ishockeyspelare (forward), som bl.a. har spelat för Örebro IK under många säsonger. Han är far till ishockeyspelaren Henrik Löwdahl.

## Extern länk
- Presentation och statistik för Christer Löwdahl som spelare  på Elite Prospects.